# Hydrelia obscura
Hydrelia obscura là một loài bướm đêm trong họ Geometridae.